# Volley Milano 2019-2020
Questa voce raccoglie le informazioni riguardanti il Volley Milano nelle competizioni ufficiali della stagione 2019-2020.

## Organigramma societario
Area direttiva
- Presidente: Alessandra Marzari
- Vicepresidente: Alberto Zucchi
- Segreteria generale: Ilaria Conciato
- Team manager: Francesca Devetag
- Direttore sportivo: Claudio Bonati
- Direttore generale: Ilaria Conciato

Area tecnica
- Allenatore: Fabio Soli
- Allenatore in seconda: Luigi Parisi
- Assistente allenatore: Giuseppe Ambrosio
- Scout man: Luca Berarducci

Area comunicazione
- Ufficio stampa: Giò Antonelli
- Area comunicazione: Dario Keller
- Social media manager: Giovanni Paini, Andrea Torelli
- Account: Emanuele Cattaneo

Area marketing
- Ufficio marketing: Gianpaolo Martire, Michele Spera

Area sanitaria
- Medico: Carlo Maria Pozzi
- Fisioterapista: Cesare Zanardi
- Preparatore atletico: Silvio Colnago

## Rosa
| N° | Nome               | Ruolo | Data di nascita  | Nazionalità sportiva |
| -- | ------------------ | ----- | ---------------- | -------------------- |
| 1  | Bartosz Kurek      | O     | 29 agosto 1988   | Polonia              |
| 2  | Gabriel Dimitrov   | C     | 1 ottobre 2001   | Italia               |
| 3  | Tomasz Calligaro   | P     | 29 marzo 1993    | Italia               |
| 4  | Donovan Džavoronok | S     | 23 luglio 1993   | Rep. Ceca            |
| 5  | Santiago Orduna    | P     | 31 agosto 1983   | Italia               |
| 6  | Filippo Federici   | L     | 26 dicembre 2000 | Italia               |
| 7  | Yacine Louati      | S     | 4 marzo 1992     | Francia              |
| 10 | Riccardo Goi       | L     | 24 agosto 1992   | Italia               |
| 11 | Gianluca Galassi   | C     | 24 luglio 1997   | Italia               |
| 12 | Viktor Josifov     | C     | 16 ottobre 1985  | Bulgaria             |
| 13 | Thomas Beretta     | C     | 18 aprile 1990   | Italia               |
| 14 | Riccardo Capelli   | S     | 16 novembre 2000 | Italia               |
| 15 | Daniel Ramírez     | S     | 1º ottobre 1999  | Cuba                 |
| 18 | Paul Buchegger     | O     | 4 marzo 1996     | Austria              |
| 77 | Marko Sedlaček     | S     | 29 luglio 1996   | Croazia              |

## Mercato
| Acquisti | Acquisti         | Acquisti           | Acquisti   |
| R.       | Nome             | da                 | Modalità   |
| -------- | ---------------- | ------------------ | ---------- |
| L        | Filippo Federici | Club Italia        | definitivo |
| C        | Gianluca Galassi | Sir Safety Perugia | definitivo |
| L        | Riccardo Goi     | Porto Robur Costa  | definitivo |
| O        | Bartosz Kurek    | ONICO Warszawa     | definitivo |
| S        | Yacine Louati    | Padova             | definitivo |
| S        | Daniel Ramírez   | -                  | definitivo |
| S        | Marko Sedlaček   | HAOK Mladost       | definitivo |

| Cessioni | Cessioni          | Cessioni           | Cessioni   |
| R.       | Nome              | a                  | Modalità   |
| -------- | ----------------- | ------------------ | ---------- |
| C        | Martins Arasomwan | Libertas Brianza   | definitivo |
| S        | Iacopo Botto      | You Energy         | definitivo |
| C        | Simone Buti       | -                  | ritirato   |
| C        | Gabriel Dimitrov  | Näfels             | definitivo |
| S/O      | Andrea Galliani   | Atlantide Brescia  | definitivo |
| O        | Stefano Giannotti | M&G                | definitivo |
| O        | Amir Ghafour      | Lube               | definitivo |
| L        | Matteo Picchio    | Concorezzo         | definitivo |
| S        | Oleh Plotnyc'kyj  | Sir Safety Perugia | definitivo |
| L        | Marzo Rizzo       | Callipo            | definitivo |

## Risultati

### Superlega

#### Girone di andata
| 1ª giornata - 20 ottobre 2019 PalaPiantanida, Busto Arsizio               | Milano            | 0 - 3 | Powervolley Milano | 22-25, 27-29, 21-25               |
| 2ª giornata - 27 ottobre 2019 PalaTrento, Trento                          | Trentino          | 3 - 0 | Milano             | 25-20, 25-16, 25-21               |
| 3ª giornata - 6 novembre 2019 PalaPiantanida, Busto Arsizio               | Milano            | 2 - 3 | Sir Safety Perugia | 19-25, 25-19, 18-25, 25-20, 16-18 |
| 4ª giornata - 10 novembre 2019 Palazzetto dello Sport, Cisterna di Latina | Top Volley Latina | 3 - 2 | Milano             | 18-25, 25-23, 19-25, 25-15, 15-11 |
| 5ª giornata - 13 novembre 2019 PalaPiantanida, Busto Arsizio              | Milano            | 3 - 1 | Porto Robur Costa  | 17-25, 25-20, 25-19, 25-22        |
| 6ª giornata - 17 novembre 2019 PalaBanca, Piacenza                        | You Energy        | 3 - 2 | Milano             | 17-25, 25-17, 15-25, 25-22, 15-12 |
| 8ª giornata - 24 novembre 2019 PalaOlimpia, Verona                        | BluVolley Verona  | 0 - 3 | Milano             | 21-25, 19-25, 21-25               |
| 9ª giornata - 27 novembre 2019 PalaCivitanova, Civitanova Marche          | Lube              | 3 - 1 | Milano             | 25-16, 25-21, 18-25, 25-23        |
| 10ª giornata - 1º dicembre 2019 PalaDesio, Desio                          | Milano            | 1 - 3 | Modena             | 15-25, 15-25, 26-24, 22-25        |
| 11ª giornata - 7 dicembre 2019 PalaPiantanida, Busto Arsizio              | Milano            | 3 - 0 | Argos              | 25-22, 25-15, 25-15               |
| 12ª giornata - 15 dicembre 2019 PalaValentia, Vibo Valentia               | Callipo           | 3 - 2 | Milano             | 25-21, 18-25, 25-16, 23-25, 15-11 |
| 13ª giornata - 21 dicembre 2019 PalaPiantanida, Busto Arsizio             | Milano            | 3 - 2 | Padova             | 25-20, 25-23, 19-25, 23-25, 18-16 |

#### Girone di ritorno
| 14ª giornata - 26 dicembre 2019 PalaLido, Milano              | Powervolley Milano | 3 - 0 | Milano            | 25-20, 25-21, 28-26              |
| 15ª giornata - 16 gennaio 2020 Palazzetto dello Sport, Monza  | Milano             | 0 - 3 | Trentino          | 19-25, 29-31, 21-25              |
| 16ª giornata - 19 gennaio 2020 PalaEvangelisti, Perugia       | Sir Safety Perugia | 3 - 0 | Milano            | 25-18, 25-17, 25-21              |
| 17ª giornata - 25 gennaio 2020 Palazzetto dello Sport, Monza  | Milano             | 3 - 1 | Top Volley Latina | 22-25, 25-19, 25-17, 25-21       |
| 18ª giornata - 1º febbraio 2020 PalaDeAndré, Ravenna          | Porto Robur Costa  | 3 - 1 | Milano            | 25-21, 18-25, 25-20, 32-30       |
| 19ª giornata - 6 febbraio 2020 Palazzetto dello Sport, Monza  | Milano             | 3 - 1 | You Energy        | 25-23, 25-27, 31-29, 25-23       |
| 21ª giornata - 16 febbraio 2020 Palazzetto dello Sport, Monza | Milano             | 3 - 2 | BluVolley Verona  | 25-20, 28-26, 18-25, 18-25, 15-7 |
| 22ª giornata - 18 marzo 2020 Palazzetto dello Sport, Monza    | Milano             | -     | Lube              | annullata                        |
| 23ª giornata - 8 marzo 2020 PalaPanini, Modena                | Modena             | 3 - 1 | Milano            | 25-16, 25-18, 23-25, 25-21       |
| 24ª giornata - 15 marzo 2020 PalaCoccia, Veroli               | Argos              | -     | Milano            | annullata                        |
| 25ª giornata - 22 marzo 2020 Palazzetto dello Sport, Monza    | Milano             | -     | Callipo           | annullata                        |
| 26ª giornata - 29 marzo 2020 PalaSanLazzaro, Padova           | Padova             | -     | Milano            | annullata                        |

### Coppa Italia

#### Fase a eliminazione diretta
| Quarti di finale - 22 gennaio 2020 PalaCivitanova, Civitanova Marche | Lube | 3 - 1 | Milano | 25-23, 25-14, 18-25, 25-19 |

## Statistiche

### Statistiche di squadra
| Competizione | Punti | In casa | In casa | In casa | In trasferta | In trasferta | In trasferta | Totale | Totale | Totale |
| Competizione | Punti | G       | V       | P       | G            | V            | P            | G      | V      | P      |
| ------------ | ----- | ------- | ------- | ------- | ------------ | ------------ | ------------ | ------ | ------ | ------ |
| Superlega    | 23    | 10      | 6       | 4       | 10           | 1            | 9            | 20     | 7      | 13     |
| Coppa Italia | -     | 0       | 0       | 0       | 1            | 0            | 1            | 1      | 0      | 1      |
| Totale       | -     | 10      | 6       | 4       | 11           | 1            | 10           | 21     | 7      | 14     |

G = partite giocate; V = partite vinte; P = partite perse